# Света Троица (Кавала)
„Света Троица“ (на гръцки: Ιερός Ναός Αγίας Τριάδος) е православна църква в град Кавала, Егейска Македония, Гърция, част от Филипийската, Неаполска и Тасоска епархия на Вселенската патриаршия.

## Местоположение
Храмът е разположен в източната махала Перияли.

## История
Църквата е построена в 1953 година. Първоначално до 2004 година служи като военен храм, но се използва и от жителите на района. В 2005 година с президентски указ е основана енорията „Света Троица“.

## Архитектура
В архитектурно отношение е кръстокуполна базилика. През 80-те години е добавен и пронаос. Към храма има и културен център.